# Chimbote
Chimbote es una ciudad peruana, capital de la provincia del Santa, ubicada en el departamento de Áncash. Está ubicada al Norte de Lima y se sitúa a orillas del océano Pacífico en la bahía de El Ferrol, en la desembocadura del río Lacramarca.
La ciudad de Chimbote, según el Instituto Nacional de Estadística e Informática, es la novena ciudad más poblada del Perú y, según resultados oficiales del censo, alberga una población de 425 367 (2019). Es la ciudad más poblada del departamento de Áncash.
Hoy en día Chimbote es conocido por su actividad portuaria y su exquisita gastronomía marina, resaltando las distintas variedades de cebiche y la causa chimbotana, históricamente Chimbote pasó por distintos auges económicos como lo fue, en su momento, la industria pesquera y siderúrgica, además fue eje comercial de esta parte del Perú. A mediados del siglo XX, su puerto llegó a ser considerado como “Primer puerto pesquero del mundo” por ser el de mayor producción pesquera a nivel mundial.

## Toponimia
El primer registro del vocablo Chimbote data de 1774, a mediados de la época virreinal, pero su significado sigue siendo generando polémica, sin que hasta la fecha se haya llegado a consenso. El lingüista peruano Enrique Tovar y Ramírez escribía en 1924: 

...para algunos, parece un vocablo mochica; otros refieren una tradición que no dejamos de encontrarla extravagante. Es ésta: Cuando vinieron unos caballeros extranjeros a la Caleta Colorada, ... no encontraron más embarcación para trasladarse a tierra que los conocidos caballitos de totora; [...] y al regresar a Lima, [...] decían, en su mal castellano, haber bajado en este puerto, sin bote, shim-bote, Chimbote
Enrique Tovar, Tierra de promisión. Chimbote (1924)

Las primeras especulaciones de una etimología quechua de este topónimo provienen de la segunda mitad del siglo XX. César Guardia, por ejemplo, señalaba en 1967: 

Chimbote [viene] de chimpu, que significa señal de lana o cerco. Según Barranca, chimputi, cuya final -ti es signo pluralizante, quiere decir cercado. Y es así al puerto, afirma Juan Durand (1921) al comentar. Se le ve circunvalado por un cordón de cerros que dan abrigo a su hermoso fondeadero y que forman un perfecto cerco
César Guardia, Diccionario Quechua (1967)

 Esta explicación resulta contradicha por la propia gramática del quechua, ya sea que se refiera al clásico o al ancashino, que nunca registraron un sufijo -ti como pluralizador.
El otro acercamiento desde el quechua corresponde a los periodistas José Gutiérrez y Demetrio Ramos, quienes en Chimbote a través de la historia (1969) sindican al verbo chimbar, quechuismo proveniente de «chimba», sin adentrarse en el proceso de formación del vocablo. Según el lingüista estadounidense Gary Parker (1976), tsimpay significa en quechua ancashino 'cruzar un río', y la sonorización de /p/ en la cercanía de /-m/ en posición de coda silábica es conocido para el quechua, pero queda en el aire la transformación de /a/ en «o», anómala, como la misma adición de -te, al igual que para el reporte de Guardia.
En 1989, el neerlandés Willem Adelaar planteó, con un tratamiento académico apropiado, que Chimbote sería una palabra de origen culle, lengua andina muerta en la actualidad que se extendió en la sierra de La Libertad, norte de Áncash y parte del sureste de Cajamarca. En esta región, son comunes los topónimos de terminación -t, y hay otras localidades cercanas a Chimbote con la misma terminación -te,  a saber: Macate y Guacate. La raíz de la palabra permanecería aun así desconocida dado que el léxico culle no fue registrado suficientemente antes de su extinción a mediados del siglo XX.

## Historia

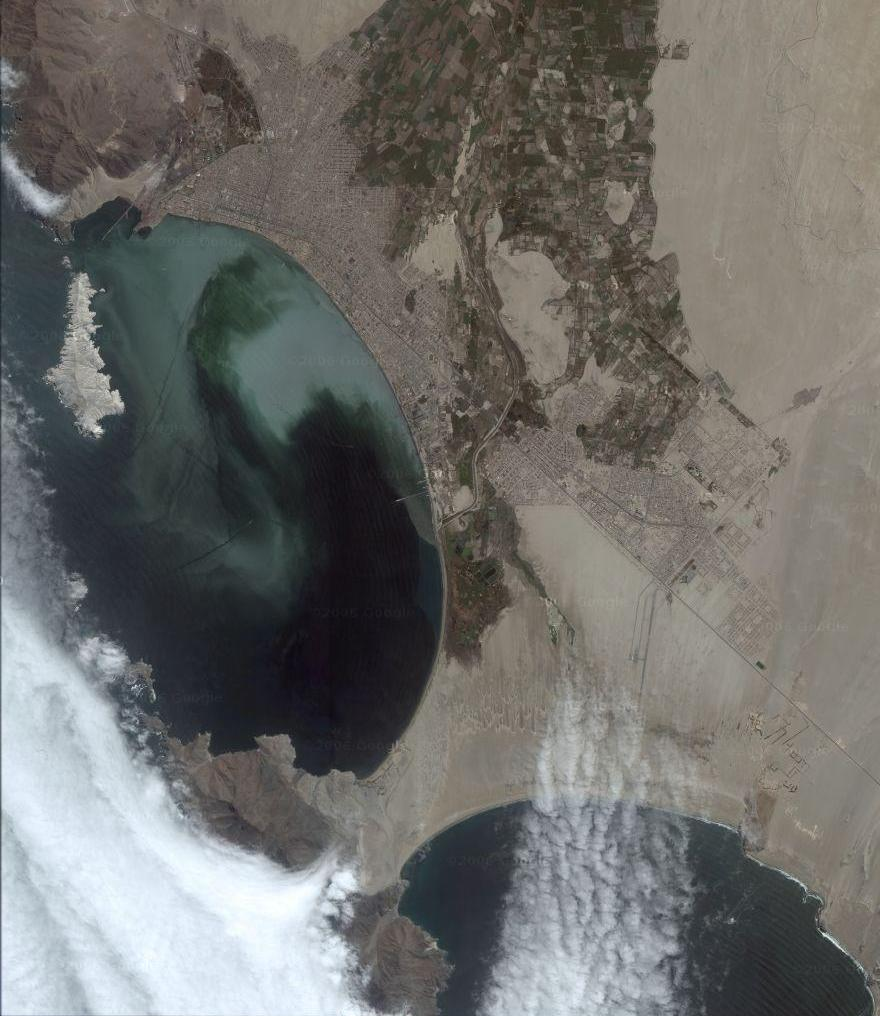
Foto satelital de la Área metropolitana de Chimbote.

El territorio en el que actualmente se ubica Chimbote ha sido sucesivamente poblado por las culturas Recuay, moche, wari, chimú e inca. Lo testimonian los centros arqueológicos de Huaca San Pedro, El Castillo, entre otras. Se piensa que una misma etnia pobló estas tierras, los mayao, pero los aborígenes fueron luego dispersados y diezmados al acontecer la Conquista de América. 
Es en el libro Introducción y descripción de las provincias pertenecientes al Arzobispado de Lima de 1774, escrito por Cosme Bueno, que aparece por primera vez el nombre de Chimbote en un documento oficial. La referencia narra […] que la antigua Villa de Santa María de la Parrilla (Santa), tiene anexo un pueblecito de pescadores nombrado Chimbote. La etnografía refiere a estos primeros pobladores como pescadores procedentes del balneario de Huanchaco, al oeste de Trujillo, por lo que se les denominó huanchaqueros.
Sin embargo, la primera mención escrita de esta localidad puede ser del siglo XVII: Enrique Olivera Arroyo, en su Historia de Chimbote comenta que en unos mapas elaborados por el corsario Basil Ringrose, en el año 1682 y que hoy se encuentran en el Londres en el National Maritime Museum aparece ya el nombre de Chimbote. En 1815, se otorga la titularidad de estos terrenos a los pobladores por Martín Plaza Larrabeitia, subdelegado auxiliar de la Corona de España, cuando la población apenas sobrepasaba la centena. Sus pobladores se dedicaban, principalmente, a la pesca artesanal y a la tala de leña.

### Crecimiento comercial y desarrollo

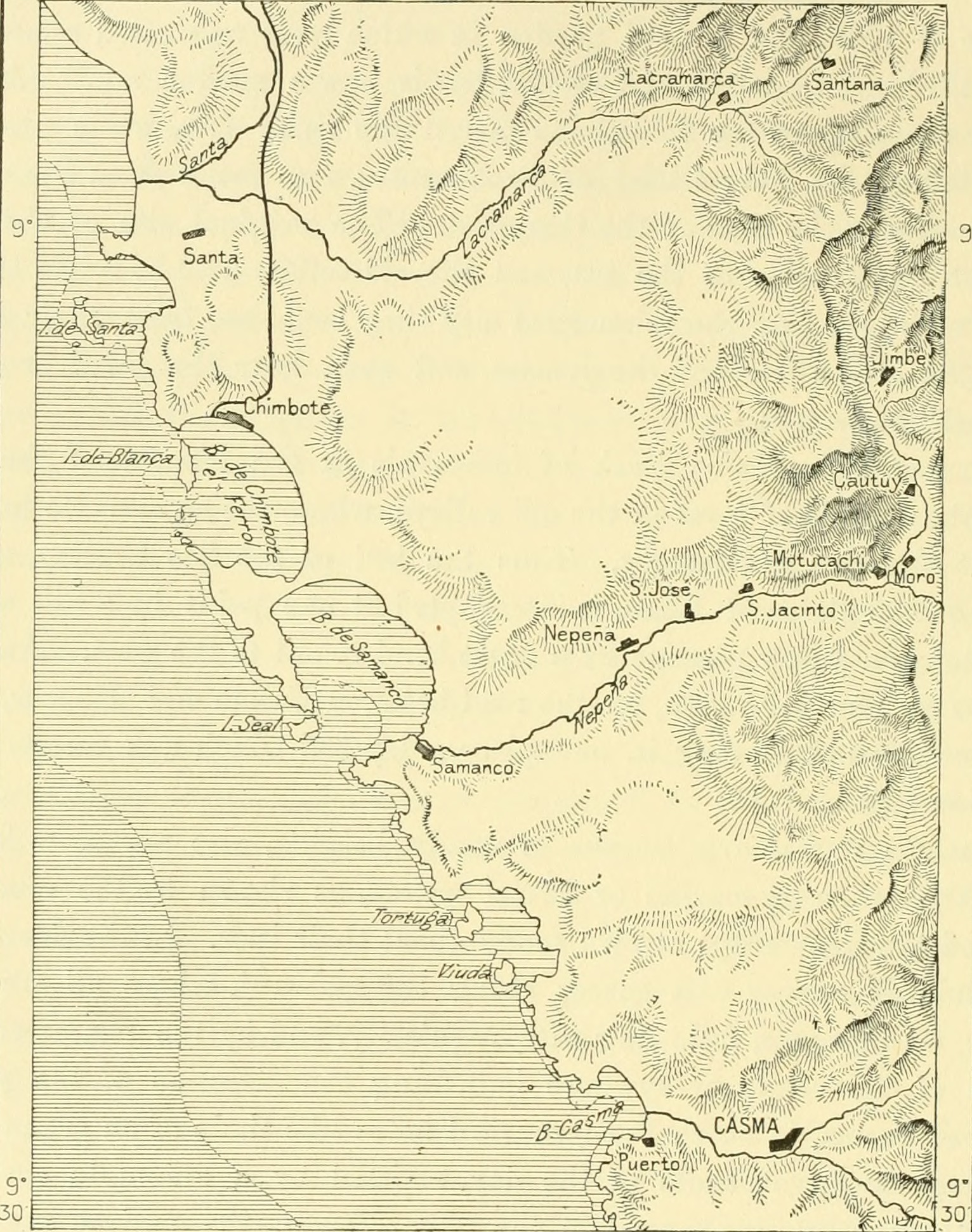
Mapa de la costa de Áncash (1894).

Durante la expedición Lynch, episodio de la Guerra del Pacífico, Chimbote fue ocupada por el ejército chileno la hacienda Cambio Puente. Como en las demás ocupaciones, se le exigió a su dueño, Dionisio Derteano, el pago de un cupo a fin de que no se lleve a cabo el saqueo, pero ello era imposible, pues además de exigir una muy alta cifra, el Estado peruano cerró los bancos a fin de evitar estos cupos. En consecuencia, el enemigo saqueó y destruyó la cosecha, el ingenio y cuanto en ella había.
En 1906 se crea el Distrito de Chimbote, el 6 de diciembre. En la década de los años 1930 se construye la Carretera Panamericana.
En 1871 comienza el crecimiento de la ciudad con la construcción de un ferrocarril hasta Huallanca a cargo del ingeniero Enrique Meiggs, el mismo que dirigió la construcción del Ferrocarril Central del Perú. Se tenía planeado que el ferrocarril de Chimbote recorra el Callejón de Huaylas y llegue por lo menos hasta Recuay. Sin embargo, fue saboteado por los invasores chilenos y después fue destruido por el terremoto de Áncash de 1970; ambos factores adversos contribuyeron a su desaparición, por ello se desistió de su reconstrucción y finalmente fue retirado. En Chimbote la avenida Enrique Meiggs es el tramo de la Carretera Panamericana Norte en el que estaba tendido el ferrocarril.
En 1970 Chimbote es nombrado el primer puerto pesquero, por lo que se le dota de una oficina de aduana y de una infraestructura portuaria.

### Bonanza fugaz
En la década de los años 1950, se consolida la actividad portuaria con la constitución de la Corporación Peruana del Santa, la construcción de la central hidroeléctrica del Cañón de Pato y el inicio de las actividades siderúrgicas. Hacia esa época ya había en la periferia de la ciudad algunas procesadoras de pescado.
Sin embargo, es recién en los años 1960 que comienza la explotación masiva, en gran parte a la iniciativa de Luis Banchero Rossi, comenzándose el éxodo migratorio desordenado debido a la elevada demanda de mano de obra. Este crecimiento implicó, además, la llegada de y servicios que hicieron al crecimiento de la ciudad caótico y desproporcionado de los planes.

### El desastre de 1970
La siguiente década vería la caída de la economía debido a dos factores: la sobrepesca y contaminación ambiental, producto de la industria que agotó los cardúmenes de la costa, y factores climáticos como el fenómeno de El Niño. También en el año de 1970 se produce el amargo Terremoto del 70, que redujo a escombros gran parte de la infraestructura e inmobiliaria de la ciudad, sin contar las numerosas muertes en Chimbote y el resto del departamento; a Chimbote ya se le venía un gran problema.

### Historia contemporánea
Las últimas décadas han sido para Chimbote de reorganización y ordenamiento en proceso. Tras el descalabro de la industria pesquera y un nuevo El Niño fuerte hacia 1983 se volcó los intereses en la agroindustria, el turismo y el comercio. Durante los últimos años han sido notables los esfuerzos por la recuperación de la bahía y la remodelación de varios edificios y lugares públicos. En 2025 el 30 de julio , a las 10:56 de la mañana iba ver un tsunami de 1.28 metros de altura generado por el terremoto de Kamchatka , Rusia , asi que la población chimbotana , se fue al malecón de Chimbote a ver el tsunami. 

## Geografía

### Entorno

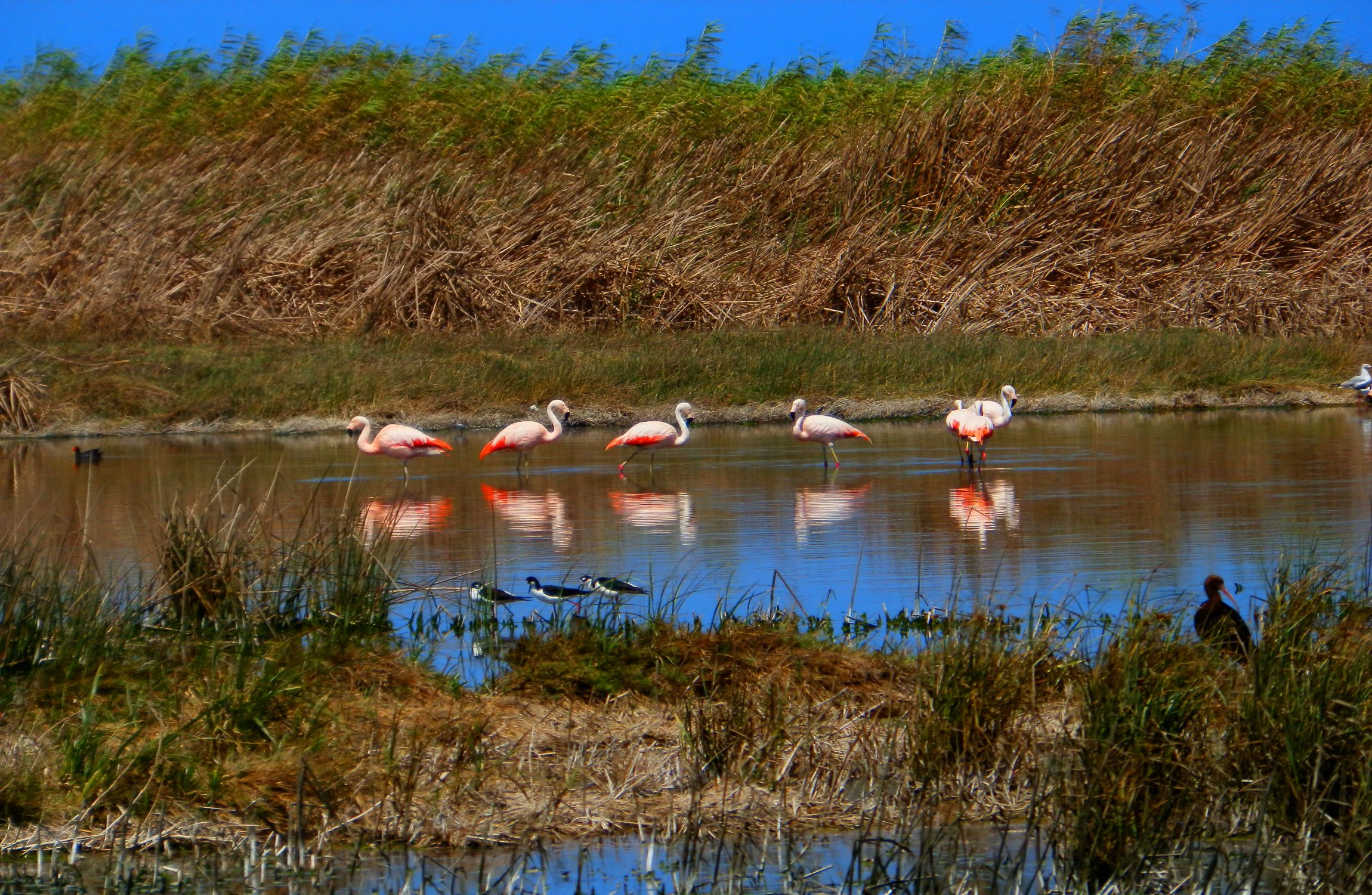
Grupo de flamencos captados el 31 de octubre del 2021 alimentándose en los humedales de Villa María ubicado en Chimbote.

La ciudad se ubica en la costa norcentral del Perú, al extremo noroeste del Departamento de Áncash, en la costa noreste de la Bahía de Chimbote. Está delimitada al norte por el Cerro de la Juventud y las dunas y otras elevaciones, y al este por la campiña y los humedales irrigados por el río Lacramarca.
Debido a su ubicación en el trópico y la presencia de los Andes, la zona costera peruana, en la que se ubica Chimbote, presenta un clima desértico subtropical, de precipitaciones casi nulas. La temperatura oscila entre 28 °C en verano y 13 °C en invierno. Los vientos son constantes todo el año, predominantemente con dirección suroeste, a una velocidad de 30 a 40 km/h.
Desde la ciudad de Chimbote, en días especialmente despejados (entre mayo y noviembre) se puede observar los nevados Huascarán (en la Cordillera Blanca) en dirección este, a través del paso de Pamparomás, y Coñocranra (en la Cordillera Negra) en dirección noreste.  Ambas montañas son las más altas de sus respectivas cadenas montañosas. El Huascarán es el punto más elevado del Perú.

#### Conservación
El medio ambiente chimbotano ha sido severamente afectado por la contaminación de la actividad fabril y la explosión demográfica: la bahía se halla contaminada y la ciudad ha ido ocupando terrenos de los humedales provocando su reducción, pero son mínimas las partes que permiten algún desarrollo como lo es de plantas animales, entre otros

### Extensión

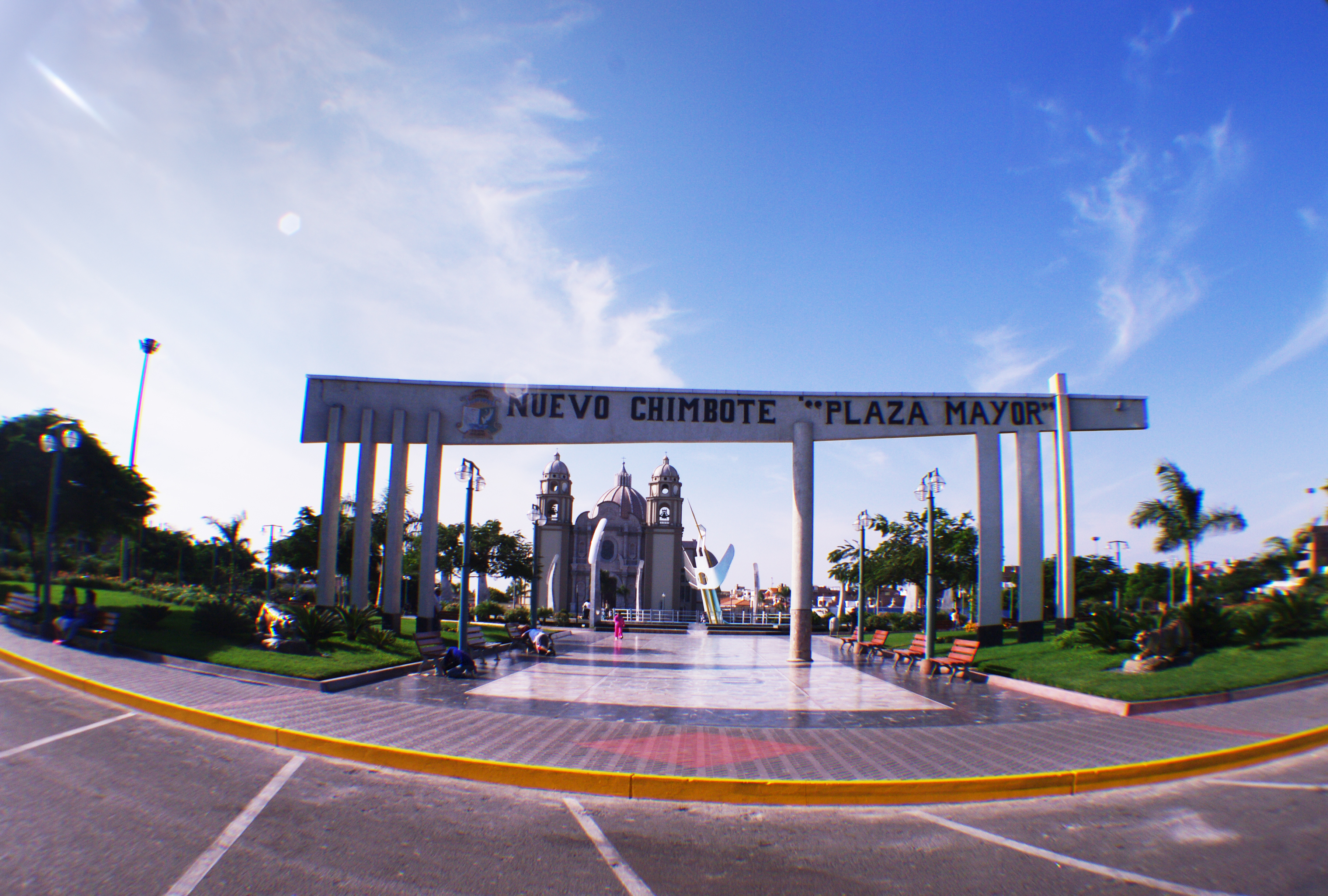
Plaza Mayor y Catedral de Nuevo Chimbote.

Su entorno natural le ha hecho que la ciudad tenga un aspecto alargado (con un máximo en 2010 de 16 km de largo) y claramente dividido en dos sectores por el río Lacramarca: Chimbote propiamente dicho al noroeste y Nuevo Chimbote al sureste, los cuales a su vez están conformados por diversas urbanizaciones, cerca de 80 en su totalidad.
El sector noroeste se articula en razón al casco histórico (el Centro) y tres avenidas importantes: la avenida José Pardo (que se inicia desde la falda del Cerro de la Juventud con el bulevar Isla Blanca, pero cuya numeración empieza desde la Iglesia San Pedro hasta llegar al distrito sureño de Nuevo Chimbote con el nombre de av. Pacífico), su paralela la av. Meiggs y la perpendicular a ambas, la av. Gálvez, la cual se convierte en la carretera Panamericana hacia el norte.  Otras Avenidas importantes para la articulación de la ciudad son la av. Francisco Bolognesi, av. Industrial o Santiago Antúnez de Mayolo, av. Chimú, av. Camino Real, av. Alfonso Ugarte, av. Buenos Aires, av. Aviación, av. Los Pescadores, entre otros. En este sector, ubicado dentro del distrito de Chimbote, se encuentran por un lado la Plaza de Armas, la iglesia matriz San Carlos Borromeo, el Mercado Modelo, el Vivero Forestal, la antigua estación del ferrocarril Chimbote-Huallanca, el hospital La Caleta, la zona financiera de la ciudad, el estadio Manuel Rivera Sánchez, el terminal terrestre El Chimbador y las zonas industriales de Siderperú y el Veintisiete de octubre. Los barrios ubicados más al norte se han emplazado sobre arenales e, incluso, sobre dunas (por ejemplo, Los Pinos, Laderas del Norte, Dos de Junio, San Pedro, Nueva Generación) mientras que los terrenos más cercanos al río Lacramarca son antiguos terrenos pantanosos, como La Libertad, La Florida, Miraflores, Señor de los Milagros, El Trapecio, San Juan, Tres Estrellas, Quince de Abril y otros. Cabe mencionar que trece muelles se ubican a lo largo de la orilla del mar.
El otro sector, Nuevo Chimbote, se hubo extendido mayormente sobre terreno arenoso y es el más reciente de ambos. Mayormente residencial, en este distrito colindan los barrios más acaudalados con los pueblos jóvenes más deprimidos. En este sector se encuentran el hospital regional, la Universidad Nacional del Santa, las discotecas y pubs, la catedral Virgen del Carmen y San Pedro que fue inaugurada en agosto del 2007 y el aeropuerto Jaime Montreuil (CHM), además de la reciente construcción del Óvalo-Intercambio Vial Nuevo Chimbote y muy pronto la construcción de la vía de evitamiento.
Entre ambos queda emplazado un reducto de los anteriormente extensos humedales llamados de Villa María, extensos totorales que son el hábitat de aves migratorias como garzas y zambullidores.

### La política

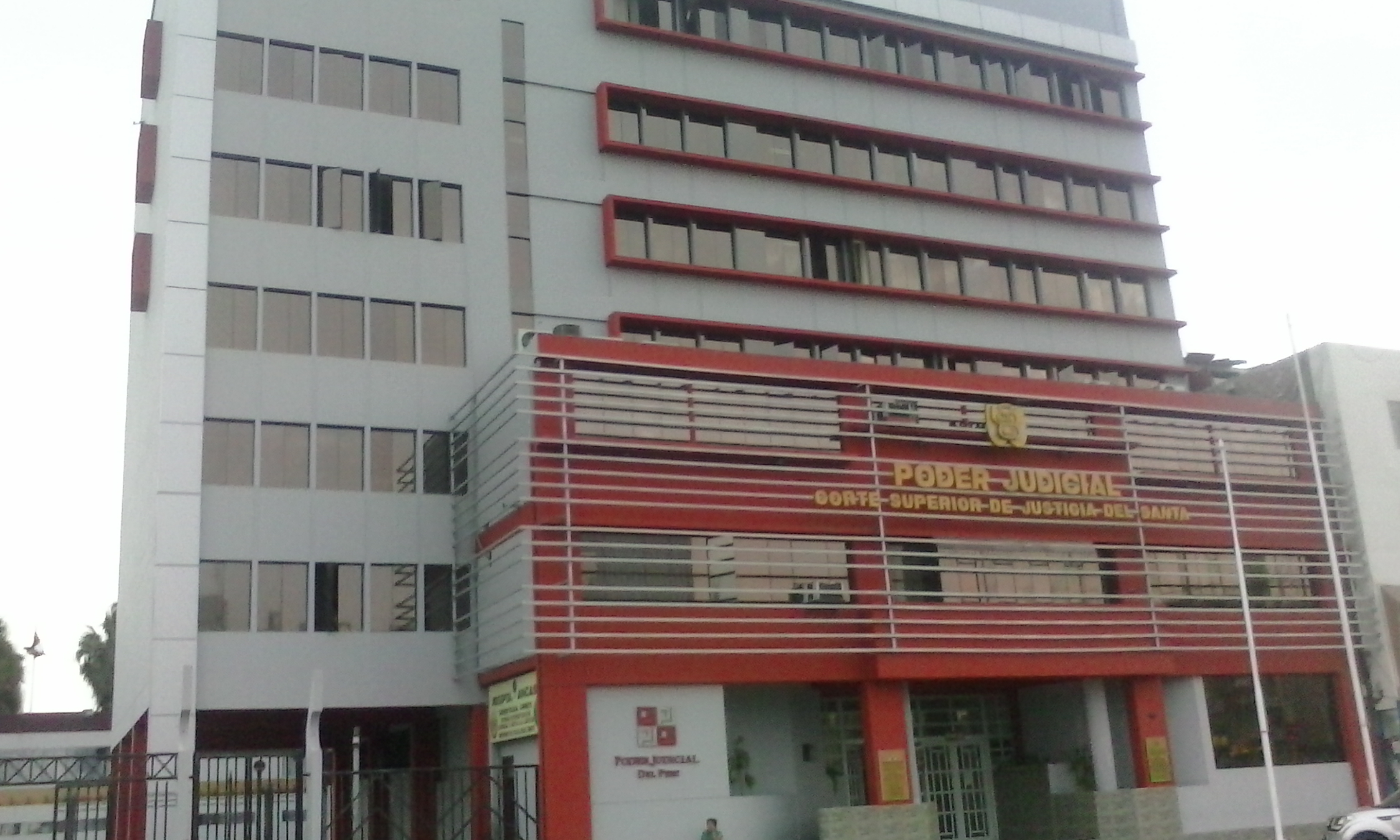
Corte Superior de Justicia del Santa. Poder Judicial.

Chimbote es capital de la provincia del Santa, subdivisión del departamento de Áncash. Su área metropolitana está dividida entre los distritos de Chimbote (cercado) y Nuevo Chimbote.
Es sede del gobierno provincial y de la Corte Superior de Justicia del Distrito judicial del Santa, así como de la Dirección de Salud Costa, creada en enero del 2005.

### Clima
| Parámetros climáticos promedio de Chimbote (1975-2016) | Parámetros climáticos promedio de Chimbote (1975-2016) | Parámetros climáticos promedio de Chimbote (1975-2016) | Parámetros climáticos promedio de Chimbote (1975-2016) | Parámetros climáticos promedio de Chimbote (1975-2016) | Parámetros climáticos promedio de Chimbote (1975-2016) | Parámetros climáticos promedio de Chimbote (1975-2016) | Parámetros climáticos promedio de Chimbote (1975-2016) | Parámetros climáticos promedio de Chimbote (1975-2016) | Parámetros climáticos promedio de Chimbote (1975-2016) | Parámetros climáticos promedio de Chimbote (1975-2016) | Parámetros climáticos promedio de Chimbote (1975-2016) | Parámetros climáticos promedio de Chimbote (1975-2016) | Parámetros climáticos promedio de Chimbote (1975-2016) |
| Mes                                                    | Ene.                                                   | Feb.                                                   | Mar.                                                   | Abr.                                                   | May.                                                   | Jun.                                                   | Jul.                                                   | Ago.                                                   | Sep.                                                   | Oct.                                                   | Nov.                                                   | Dic.                                                   | Anual                                                  |
| ------------------------------------------------------ | ------------------------------------------------------ | ------------------------------------------------------ | ------------------------------------------------------ | ------------------------------------------------------ | ------------------------------------------------------ | ------------------------------------------------------ | ------------------------------------------------------ | ------------------------------------------------------ | ------------------------------------------------------ | ------------------------------------------------------ | ------------------------------------------------------ | ------------------------------------------------------ | ------------------------------------------------------ |
| Temp. máx. media (°C)                                  | 26.7                                                   | 27.8                                                   | 27.4                                                   | 25.5                                                   | 23.9                                                   | 22.8                                                   | 21.9                                                   | 21.5                                                   | 21.5                                                   | 22.4                                                   | 23.8                                                   | 25.3                                                   | 24.2                                                   |
| Temp. mín. media (°C)                                  | 17.4                                                   | 18.3                                                   | 18.3                                                   | 17.0                                                   | 15.7                                                   | 14.6                                                   | 13.9                                                   | 14.0                                                   | 13.7                                                   | 14.2                                                   | 14.8                                                   | 16.2                                                   | 15.7                                                   |
| Precipitación total (mm)                               | 1.6                                                    | 3.7                                                    | 3.6                                                    | 1.6                                                    | 0.2                                                    | 0.0                                                    | 0.3                                                    | 0.2                                                    | 0.0                                                    | 0.2                                                    | 0.2                                                    | 0.3                                                    | 11.9                                                   |
| Fuente: NOAA                                           |                                                        |                                                        |                                                        |                                                        |                                                        |                                                        |                                                        |                                                        |                                                        |                                                        |                                                        |                                                        |                                                        |

## Población
Según el censo 2017, los distritos de Cercado de Chimbote, Nuevo Chimbote, Santa, Coischo albergan 401 134 habitantes. Es una población mayoritariamente compuesto por migrantes —de costa y sierra—. Su población vivió una explosión demográfica severa en la segunda mitad del siglo XX. Por estas características se la llama también: la síntesis demográfica del Perú.[cita requerida]
| Ubigeo | Distritos          | Extensión  | Altitud       | Población 2017 | Estimado 2020 |
| ------ | ------------------ | ---------- | ------------- | -------------- | ------------- |
| 021801 | Chimbote (Cercado) | 1467 km²   | 52 m s. n. m. | 206 213        | 216 776       |
| 021809 | Nuevo Chimbote     | 389,73 km² | 25 m s. n. m. | 159 321        | 180 252       |
| 021808 | Santa              | 38.61 km²  | 6 m s. n. m.  | 19 621         | 22 689        |
| 021803 | Coishco            | 9,21 km²   | 31 m s. n. m. | 15 979         | 17 491        |
|        | Total              | 1904,55    | -             | 401 134        | 437 208       |

### Evolución de la población
La evolución de la población de Chimbote se puede observar en el siguiente gráfico:
| Gráfico de la evolución de la población de Chimbote entre 1972 y 2017 |
| --------------------------------------------------------------------- |
|                                                                       |
| Fuentes: Población 1993, 2007, Población 2017                         |

## Economía

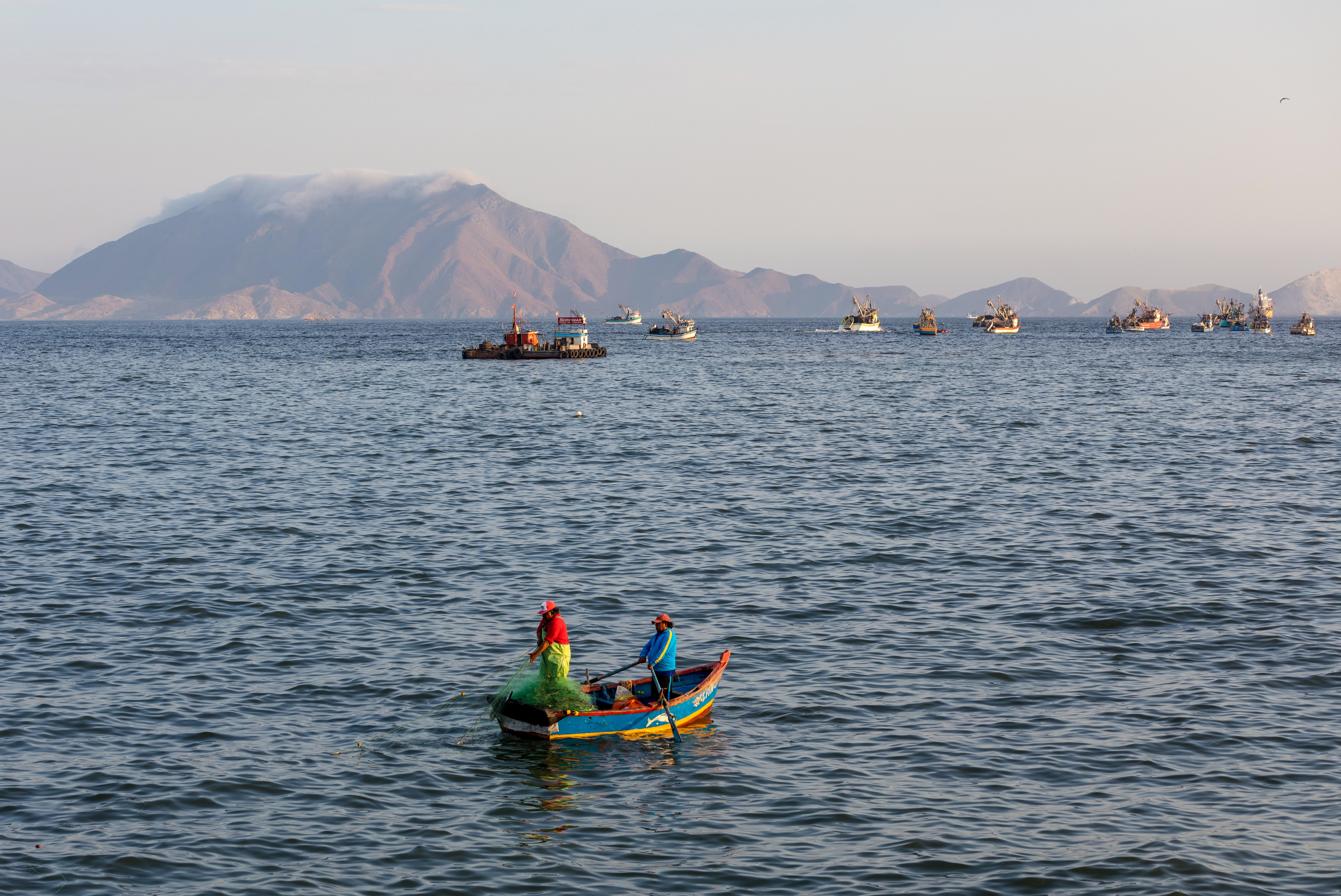
Vista de la bahía pesquera de Chimbote.

Chimbote es conocido por ser un puerto dedicado a la industria pesquera, tanto en la labor extractiva como en la transformación. Las fábricas de harina y aceite de pescado tienen sus plantas industriales en la zona industrial de Chimbote, la cual abarca el tercio sur de la bahía. Las principales especies de pescado extraídas son la anchoveta, el atún, el jurel y la caballa, entre otros.
La industria siderúrgica es muy importante y dinamiza la economía de la región. Por ello se le conoce como «La capital de la pesca y el acero». SIDERPERU es la primera empresa del acero en el Perú. Posee un Complejo Industrial ubicado en la ciudad de Chimbote, instalado en un extenso terreno de aproximadamente 600 hectáreas y cuenta con una capacidad de producción superior a las 650 mil toneladas de acero. Produce y comercializa productos de acero de alta calidad, destinados a los sectores de construcción, minero e industrial; tanto en el mercado local como extranjero. Cuenta con la certificación ISO 9001-2008.
También es importante la agroindustria, tomando relevancia los cultivos de caña de azúcar y de marigold, empleado en la elaboración de alimentos para el ganado avícola.
Chimbote es también eje comercial de la zona. El mayor medio para el comercio exterior es el marítimo, mediante el cual exporta los productos agrícolas e industriales de los valles de los ríos Santa y Nepeña a sus socios en Europa, Norteamérica y Asia.
Desde los años 90 se iniciaron las primeras experiencias en el cultivo suspendido de concha de abanico (Argopecten purpuratus) en la Bahía de Samanco con fines de exportación, teniendo como destinos los Estados Unidos y Europa, principalmente a Francia, convirtiéndose en una de las principales zonas de producción hasta antes de la apertura de la Bahía de Sechura para el cultivo de fondo de este molusco.
Los medios de transporte más usados en Chimbote son el terrestre (pasajeros y mercancías) y el marítimo (comercio exterior).

### Siderurgia

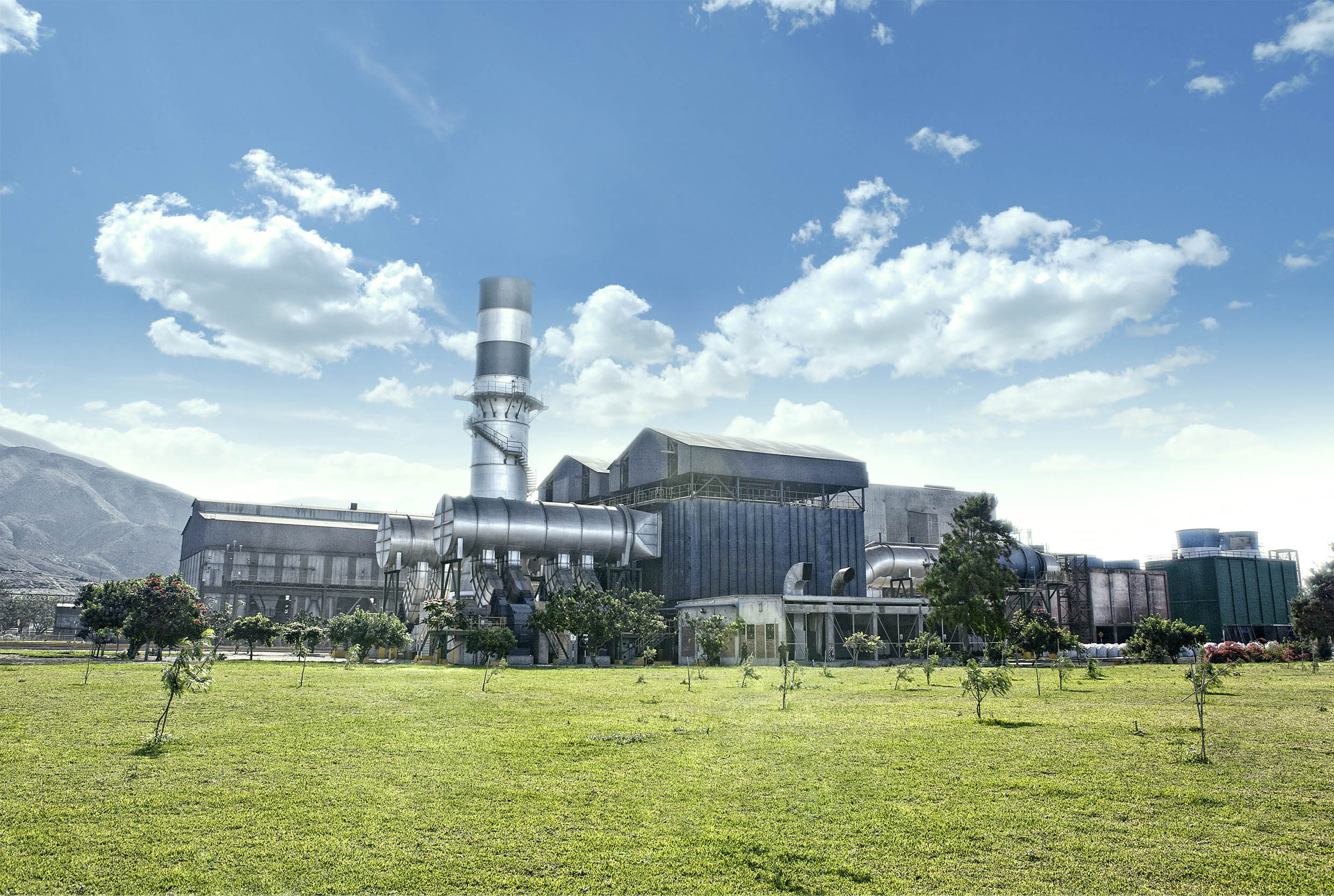
Captador de Emisiones.

Una de las empresas en Chimbote que más resalta, es la siderúrgica SIDERPERU, es la primera empresa del acero en el Perú. Produce y comercializa productos de acero de alta calidad, destinados a los sectores de construcción, minero e industrial; tanto en el mercado local como extranjero. Forma parte de Gerdau desde el 2006, líder en la producción de aceros largos en el Continente Americano.

### Educación

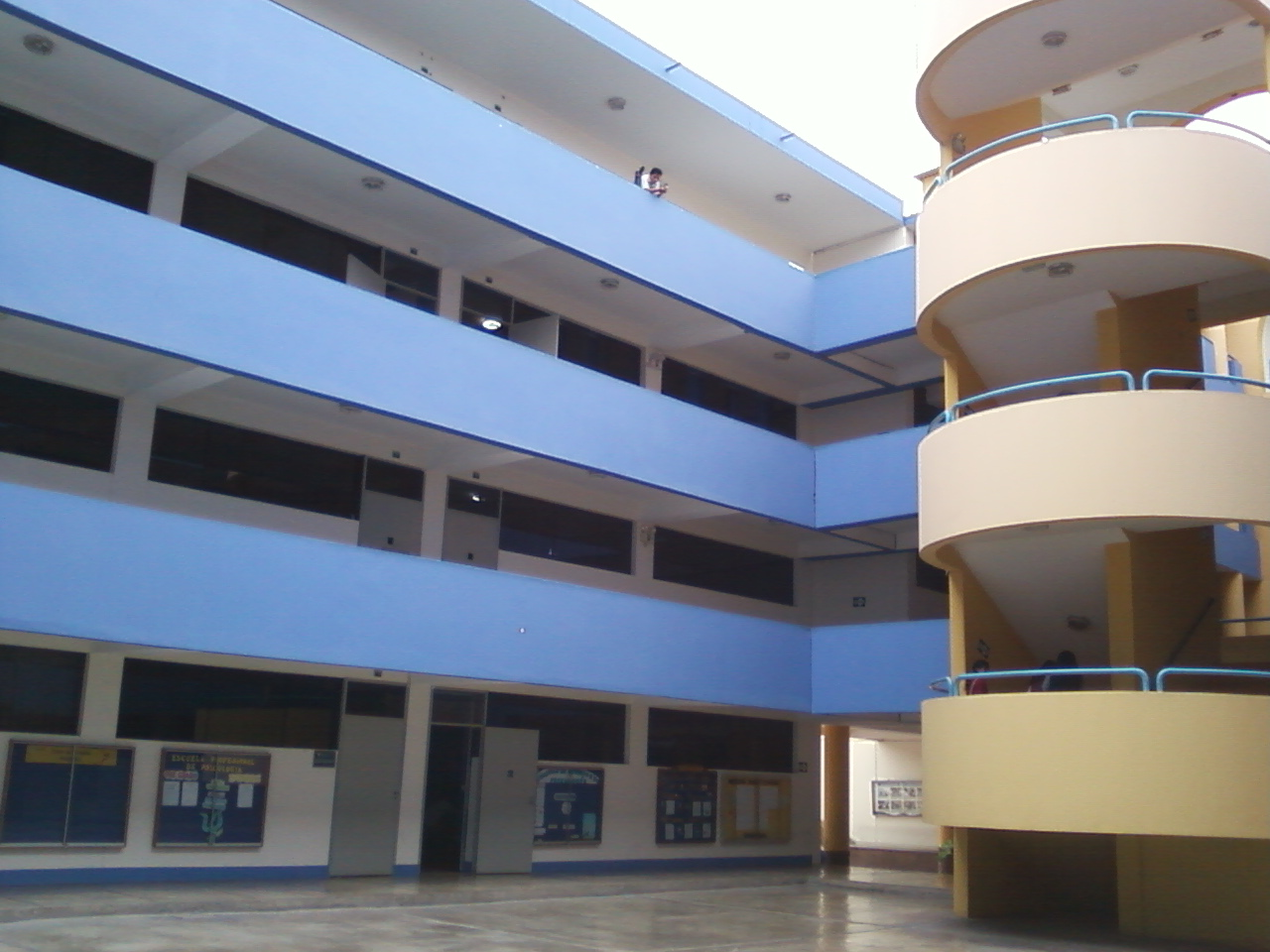
Universidad San Pedro.

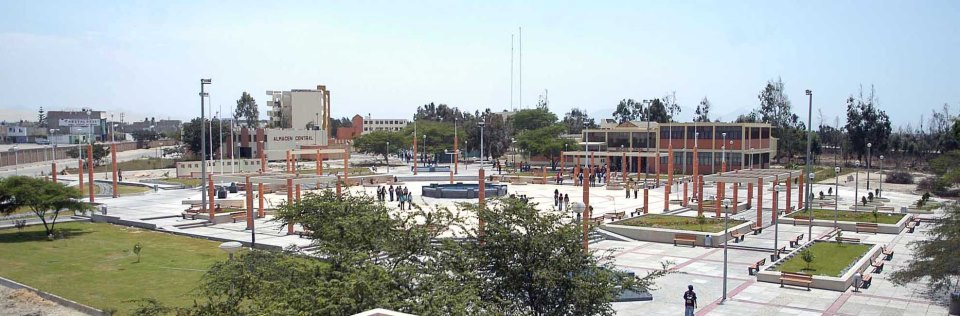
Patio de la UNS.

Cuenta con Instituciones Educativas de mucho prestigio y trayectoria, entre los que destacan: I.E.P. María de las Mercedes, I.E.P.Mundo Mejor, I.E. Emblemática Inmaculada de la Merced, I.E. República Peruana, I.E Gloriosa 329 Jorge Giraldo de Paz N.º 89002,I.E.P «Pedro Nolasco», I.E.P. Antonio Raimondi, I.E.P Divino Niño Del Milagro, I.E. San Pedro, I.E. Mariano Melgar, I.E. Politécnico Nacional del Santa, I.E. Villa María, I.E.P Real Pacífico, I.E.T. «Eleazar Guzmán Barrón» I.E. P.P. «Santa Rosa de Lima», I.E.P «San José Marello», San Luis de La Paz, I.E «San Isidro», C.T.I 89009 «8 de Octubre», República Argentina, I.E.P. «Santa María de Cervelló», I.E.P Jesús Maestro, C.N. 88008 Manual Peralta, I.E. Augusto Salazar Bondy, I.E.P. El Nazareno, I.E. Fe y Alegría N.º 14, I.E. 88009 Enrique Meiggs, I.E.P Jean Piaget, I.E.P.D San José Obrero, I.E.P San José, I.E. 88021 Alfonso Ugarte
Universidades: En la actualidad, Chimbote cuenta con cinco universidades. Una pública, la Universidad Nacional del Santa - UNS; cuatro privadas, la Universidad San Pedro (USP), la Universidad Católica Los Ángeles de Chimbote (ULADECH);y dos filiales, la
Universidad César Vallejo (UCV), y una filial de la Universidad Tecnológica del Perú (UTP).

### Cultura

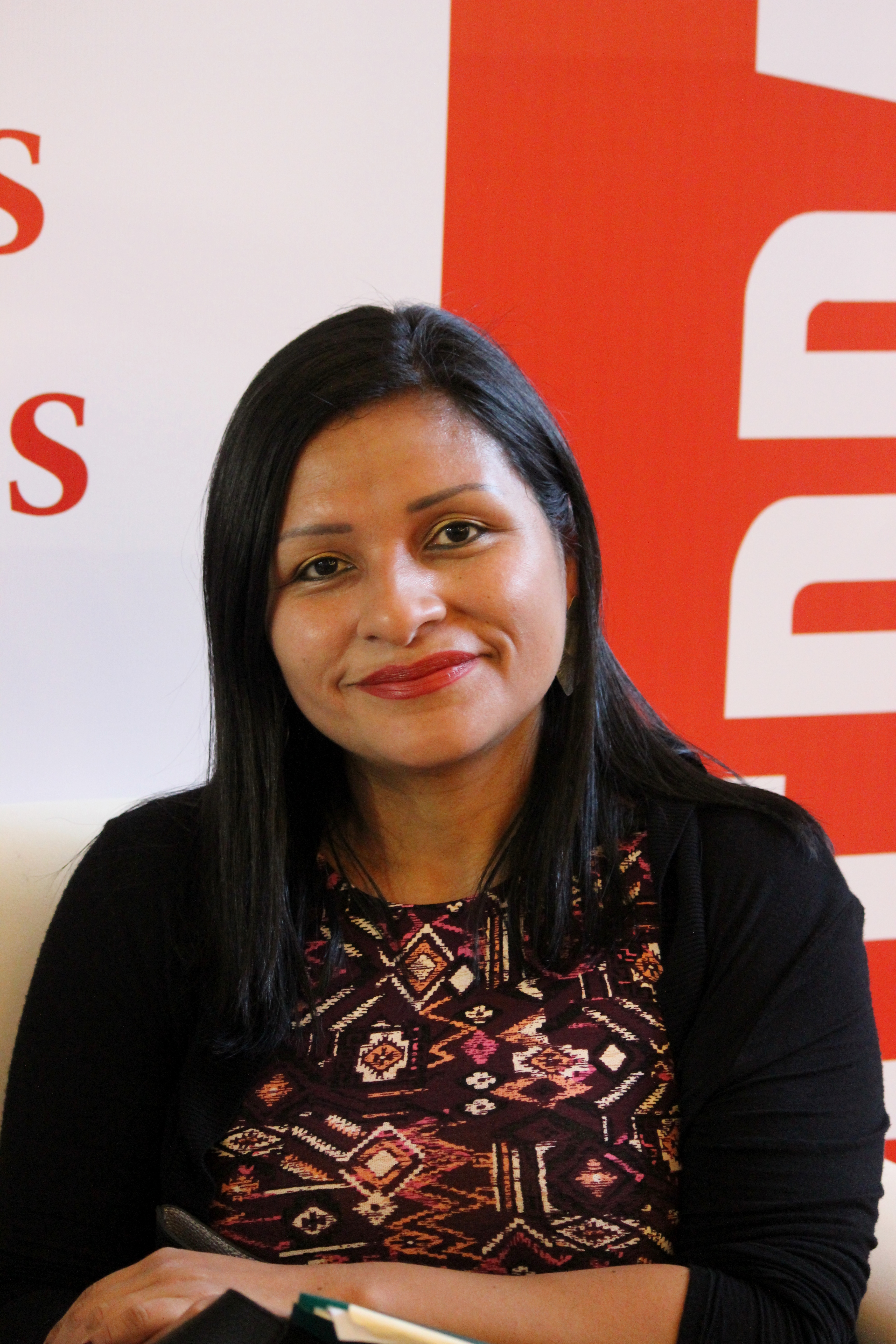
Denisse Vega en la FILSA 2018.

Chimbotano es el gentilicio original de la persona nacida en el puerto de Chimbote. Antiguamente, quienes nacían en Chimbote, se les llamaba «chimbotero» o «chimbotera». Con el pasar de los años, esa palabra fue reemplazada por «chimbotano» o «chimbotana», que es la que se usa actualmente.
El primer sustrato de la cultura chimbotana fue aquella de la de los pueblos pescadores de la costa norte, influenciados antaño por los moches y chimúes y posteriormente por occidente a través de la cultura española. Durante el auge siderúrgico y pesquero, la gran migración produjo la adhesión de diversos patrones culturales tanto de la costa como de la sierra del país. Esto motiva que, por ejemplo, sean tan populares en la gastronomía el ceviche como el picante de cuy o en el baile folclórico, la marinera como el huaino y otras artes.
La literatura es en Chimbote la más desarrollada de las artes. El puerto se ha convertido sin lugar a dudas el epicentro cultural del interior del país, con una producción bibliográfica notable y autores destacados que han ganado importantes galardones en los géneros que cultivan. Para muestra, algunos botones: En 2008 el narrador Fernando Cueto obtuvo en 2008 el segundo lugar del Premio Nacional de Novela Política; la poetisa Denisse Vega recibió el Premio «Poeta Joven del Perú»; y el cronista Augusto Rubio Acosta fue distiguindo en diciembre de ese año con el Premio Nacional de Periodismo CVR + 5 otorgado por el Consejo de la Prensa Peruana. Además el novelista John Yunca Cruz, a quien le otorgaron la Medalla de la Ciudad de Nuevo Chimbote por el Bicentenario del Perú el 27 de julio del 2021.[cita requerida]
Entre los grupos musicales originados en Chimbote destacaron Los Pasteles Verdes, Los Rumbaney, Los Fantásticos de Chimbote, Marco Merry y sus Golfos, entre otros.

## Transportes y comunicaciones
Hacia el norte se hallan las ciudades de Coischo, Santa y Trujillo - esta última a dos horas de viaje- y al sur con las de Nepeña, Casma, Huarmey, Pativilca, Huacho y Lima; principalmente. El transporte de pasajeros hacia las demás ciudades se realiza mediante agencias de ómnibus interprovinciales, las cuales operan desde el terminal terrestre "El Chimbador"
Por vía aérea está conectado a través del Aeropuerto Teniente FAP Jaime Montreuil Morales ubicado en el distrito de Nuevo Chimbote. Asimismo, es el segundo terminal aéreo más importante del departamento de Áncash en número de pasajeros.
La ciudad cuenta con 2 diarios locales: Diario de Chimbote y La Industria de Chimbote y 2 diarios nacionales con edición local-regional: Diario Correo - Chimbote y Diario La Primera - Chimbote, así como ocho canales de señal abierta: UCV Satelital Canal 57, Canal 31, Canal 13 canal Majestad TV (15 de la UHF), canal 25 NCN, canal 35 Antena Norte, Canal 41 Real Televisión, canal 55 y un canal cristiano: Bethel; del mismo modo, se encuentra en su dial numerosas estaciones de radio, destacando las radioemisoras locales RTCH (Radio Televisión Chimbote), RSD (Radio Santo Domingo), Ariana, Áncash, Nova, Estrella. Asimismo, cuenta con estaciones Cristianas Evangélicas de radio y televisión: Canal 21 Enlace Televisión, estaciones de radio Radio Maranatha en FM, Radio Onda Nueva y las primeras estaciones cristianas en línea: RS Radio FM y Onda 7 radio.

## Deportes
Basket
Otro de los deportes que ha crecido enormemente en la última década ha sido el baloncesto, un deporte que está llegando a cada rincón de la ciudad. Los principales organismos que se encuentran difundiendo el deporte son la LIGA DE BASKET DE NUEVO CHIMBOTE (LBNCH) y la ASOCIACIÓN DE BASKET DE CHIMBOTE (ABC).Existen diversos clubes/ academias deportivas siendo las más importantes:Club Emblemático Dinámico , Club Upper, Club Tigers, Club Warriors, Yoshi Club, Club Blazzers, Club Entrena Perú, Club Casma Basketball, Country Club de Buenos Aires, entre otros.Este deporte a dado muchas alegrías a jóvenes y adultos dónde la ciudad destaca continuamente siendo su logro más importante llegar a semifinales de la Copa Nacional U17 ( 2024) y Recientemente campeón Regional de Ancash U19 (2025).Pese a los dificultades de encontrar campos apropiados (solo existe un Coliseo en toda la ciudad) y exclusivos para la practica de este deporte, las organizaciones han conseguido un proceso de masificación rápida y eficiente.Se espera pronto contar con basket universitario dando pie al desarrollo de muchos jóvenes en cuestión de becas deportivas y oportunidades laborales.

### Fútbol
Es el principal deporte practicado en Chimbote, al igual que en el resto del país, el fútbol chimbotano se encuentra representado por el histórico José Gálvez FBC y su clásico rival Unión Juventud, los cuales están considerados entre los equipos más populares del Norte Peruano y son los clubes más tradicionales y populares para la afición «chimbotana».
| Clubes de Fútbol |                       |                       |           |
| Equipo           | Fundación             | Estadio               | Liga      |
| José Gálvez FBC  | 27 de octubre de 1951 | Manuel Rivera Sánchez | Copa Perú |
| Unión Juventud   | 22 de agosto de 1956  | Manuel Gómez Arellano | Copa Perú |

### Escenarios deportivos
Ubicado en la ciudad de Chimbote, departamento de Áncash. Tiene una capacidad de 32 000 espectadores. Sus tribunas en la parte de Occidente cuenta con palcos suites y butacas especiales. Tiene también césped artificial y un tablero electrónico de nueva generación.
Su inauguración fue el 30 de junio de 2007.
Ubicado en la ciudad de Chimbote, departamento de Áncash. Posee una capacidad para 15 000 espectadores. Funciona como lugar de entrenamiento y estadio alterno para enfrentar a equipos con poca convocatoria de público.
En 2020 debido a la demolición del Mercado "Progreso" (para la construcción de un Hospital),muchos comerciantes que no tuvieron lugar donde vender sus productos se instalaron en este estadio (aprovechando la inutilización del estadio) La Municipalidad del Santa apoyó a estos comerciantes y en septiembre de ese año habilitó 361 puestos para los comerciantes en donde se mantienen hasta las fechas. 

## Ciudades hermanas
- Huancayo, Perú
- Yokohama, Japón
- Nantes, Francia
- Amazonas, Colombia
- Belo Horizonte, Brasil
- Seattle, Estados Unidos
- Kabul, Afganistán
- Santiago, Chile
- Pensacola, Estados Unidos[9]